# Edison Rozas
Edison Fabián Rozas Rebolledo (Curanilahue, Chile, 23 de noviembre de 1989) es un futbolista chileno. Juega como defensa en Lota Schwager de la Primera B de Chile. Se inició en C D Manuel Bulnes de Curanilahue. Chile.

## Clubes
| Club                      | País  | Año             |
| ------------------------- | ----- | --------------- |
| Universidad de Concepción | Chile | 2008 - 2009     |
| Fernández Vial            | Chile | 2010            |
| Lota Schwager             | Chile | 2011            |
| Fernández Vial            | Chile | 2012            |
| Deportes Linares          | Chile | 2013 - presente |

## Títulos

### Campeonatos nacionales
| Título     | Club                      | País  | Año       |
| ---------- | ------------------------- | ----- | --------- |
| Copa Chile | Universidad de Concepción | Chile | 2008/2009 |

- Datos: Q5484547